# جورج مولهال
جورج مولهال (بالإنجليزية: George Mulhall)‏ هو مدرب كرة قدم ولاعب كرة قدم بريطاني في مركز نصف الجناح، ولد في 8 مايو 1936 في فلكرك في المملكة المتحدة، وتوفي في 27 أبريل 2018 في بريغهاوس ‏ في المملكة المتحدة. شارك مع منتخب اسكتلندا لكرة القدم. أما مع النوادي، فقد لعب مع نادي أبردين ونادي سندرلاند ونادي غرينوك مورتون.

## وصلات خارجية
- جورج مولهال على موقع قاعدة بيانات كرة القدم.إي يو (الإنجليزية)
- جورج مولهال على موقع ناشيونال فوتبول تيمز (الإنجليزية)
- جورج مولهال على موقع Soccerbase.com (مدرب) (الإنجليزية)